# 天使の美容室〜髪が乾くまで…〜
『天使の美容室〜髪が乾くまで…〜』（てんしのびようしつ〜かみがかわくまで…〜）は、2011年4月12日から9月23日まで火曜 - 金曜の0:35 - 0:45（月曜 - 木曜深夜、JST）に放送された、フジテレビの深夜のトークバラエティ番組。4人の女性アナウンサーが2人1組週替わりでMCを担当していた。

## 概要
かつてほぼ同じ時間帯で放送した『「パン」シリーズ』においてMCを務めた経験を持つ生野陽子・加藤綾子・松村未央・山﨑夕貴の4人が、「美容室の従業員」という設定で出演していた。

## スタッフ
- ナレーション：松村未央（フジテレビアナウンサー）
- 構成：酒井健作、北本かつら、會田宏一
- 美術P：古江学
- デザイン：宮川卓也
- 美術進行：内山高太郎
- 大道具：佐藤直樹
- アクリル装飾：相原加奈
- 電飾：倉持光祥
- メイク：山田かつら
- TD：勝村信之（以前はSW兼務）
- SW：西川明音
- VE：安藤悠人
- カメラ：馬塲義土
- 音声：唐渡健夫
- 照明：大野遥平
- CGプロデュース：久保田幸
- CGディレクター：笠島久嗣（イアリンジャパン）
- 技術協力：IMAGICA、FLT、Hi MAKE、RIBIXSON
- TK：楮本真澄
- 音響効果：石崎野乃（J-WORKS）
- 編集：山家良平
- MA：小田島真美
- 編成：安喜昌史
- 広報：島谷真理
- AP：石橋裕子
- デスク：古賀美由紀
- リサーチ：上田梨紗
- ディレクター：古澤光広、鈴木善貴、大江菊臣、加藤智章
- 監修：神原孝
- プロデューサー：浜野貴敏、江本薫
- 制作：フジテレビバラエティ制作センター
- 制作著作：フジテレビ

### 過去のスタッフ
- 編成：佐々木渉
- 広報：植村綾

## 同時ネット放送局
- フジテレビ
- 仙台放送